# Торгові лавки (Варва)
Торгові лавки — об'єкт культурної спадщини у Варві.

## Історія
Об'єкт не стоїть на державному обліку.

## Опис
Торгові лавки у Варві — єдиний відомий у Варвинській громаді приклад дерев'яної цивільної архітектури XVIII століття.
Наприкінці XVIII століття було збудовано торгові крамниці у Варві. Були розташовані в центрі міста — на місці, де нині будинок культури (вулиця Шевченка, 38А). Дерев'яні, одноповерхові, оточені відкритою галереєю на квадратних стовпчиках та різьбленим карнизом. Мали три приміщення для торгівлі. До 1975 року торгові крамниці використовувалися за прямим призначенням. Після спорудження було перенесено на нове місце — на територію двору за магазином на вулиці Леніна — і почали використовуватися як склад.